# Dipterygina cupreotincta
Dipterygina cupreotincta är en fjärilsart som beskrevs av Shigero Sugi 1954. Dipterygina cupreotincta ingår i släktet Dipterygina och familjen nattflyn. Inga underarter finns listade i Catalogue of Life.